# Vera Popkova
Vera Popkova (Unión Soviética, 2 de abril de 1943-29 de septiembre de 2011) fue una atleta soviética, especializada en la prueba de 4 x 100 m en la que llegó a ser medallista de bronce olímpica en 1968.

## Carrera deportiva
En los JJ. OO. de México 1968 ganó la medalla de bronce en los relevos 4 x 100 metros, con un tiempo de 43.41 segundos, llegando a meta tras Estados Unidos que con 42.88 segundos batió el récord del mundo, y Cuba (plata), siendo sus compañeras de equipo: Lyudmila Samotyosova, Galina Bukharina y Lyudmila Zharkova.
Tres años después, en el Campeonato Europeo de Atletismo en Pista Cubierta de 1971 ganó el oro en los 400 metros, con un tiempo de 53.7 segundos, por delante de la alemana Inge Bödding y la austriaca Maria Sykora.